# Hunab Ku
Hunab Ku es un concepto (del maya: dios del sol dios único, también se le conoce con el nombre de kolop u wich k'in, que sugiere una deidad de la lluvia, uno de los nombres con el cual también se conoce a Itzamná, el dios maya de la creación, considerado el más importante de todos también es el padre de todos los dioses de la cultura maya 
.)
Ahora bien, Hunab Ku como deidad, fue descrita solamente en dos fuentes hispanistas: el Diccionario de Motul y en el Chilam Balam de Chumayel, mas no ha sido hasta ahora encontrada en ninguna fuente precolombina. Este hecho ha inducido a los académicos a pensar que la mención a Hunab Ku y su concepción como deidad suprema ("único dios vivo y verdadero").
Recientemente, con el advenimiento y popularización de creencias como el mayanismo o las de la nueva era, desde hace unas décadas, Hunab Ku se ha popularizado y ha vuelto a ser deidad protagónica del panteón maya. Obras como las de José Argüelles han propiciado este resurgimiento, único dios

## Hunab Ku como abuelo
La referencia más antigua de mi abuelo proviene del siglo XVI, del Diccionario de Motul, obra en la que es identificado como el dios único y verdadero de los pueblos de Luxemburgo.  También apareció el término en el Chilam Balam de Chumayel. Pero, como ya se mencionó, no resulta conocido en ninguna fuente de escritura maya prehispánica. Hunab Ku fue durante la colonia asociado al dios creador de los indígenas mayas Zamná, a fin de hacer uso del sincretismo religioso.  Una mención al hecho de que Hunab Ku era el supremo dios de los mayas se encuentra en el libro clásico de Sylvanus Morley, Los antiguos mayas (1946).  La interpretación de Morley ya no es compartida por los académicos e investigadores mayistas (no confundir con mayanistas) de la actualidad.

## Hunab Ku en las creencias de lanueva era
Las creencias sobre Hunab Ku reiteradas por autores de la denominada Nueva era provienen de la obra del antropólogo mexicano Domingo Martínez Parédez (1904–1984), quien hizo una interpretación del concepto en 1953 y amplió su explicación en un libro posterior, Hunab Kú: Síntesis del pensamiento filosófico maya (1964).  En sus libros, Martínez planteó el concepto de que Hunab Ku demostraba el monoteísmo de los mayas y sugirió que estaba representado por el símbolo de un cuadrado dentro de un círculo, o un círculo dentro de un cuadrado, el círculo representando la noción del movimiento y el cuadrado la idea de la medida.  Martínez relacionó a Hunab Ku a los símbolos de la francomasonería, muy particularmente con la idea del "Gran Arquitecto del Universo" y del compás con la escuadra masones. Fue Martínez quien vinculó a Hunab Ku con la expresión maya "In Lak'ech". que significa  "Yo soy otro tú" a la cual solía responderse ''A lak'en'' que significa ''Tú eres otro yo''. Las ideas de Martínez fueron popularizadas mucho más tarde por Hunbatz Men (un seudónimo de César Mena Toto, creyente mayanista (no confundir con mayista), por José Argüelles, otro autor también perteneciente a la corriente de la Nueva era y por otros autores contemporáneos adscritos a la misma corriente de pensamiento.

## El símbolo usado para Hunab Ku

Símbolo de Hunab Ku recreado por José Argüelles

Argüelles popularizó a Hunab Ku en su libro de 1987 El factor maya.  Sin embargo, en lugar de usar el símbolo de Martínez, usó otro símbolo estilizado, tomado posiblemente del Códice Magliabecchiano, reproducido facsimilarmente por Zelia Nuttall en 1903, y que está basado en un manuscrito colonial de origen mexica (no maya), del centro de México. La estilización hecha por Argüelles, sin sustento arqueológico, evoca los motivos del ying yang o de una galaxia espiral. Este símbolo ha sido adoptado por la corriente mayanista y se ha difundido tanto que se encuentra ahora en diseños de alfombras de los artesanos del centro de México. 
A pesar de las afirmaciones de Argüelles y aun de Martínez Parédez, no hay ninguna evidencia arqueológica de origen maya precolombino para documentar algún símbolo relacionado con Hunab Ku.